# (25625) Verdenet
(25625) Verdenet (2000 AN48) – planetoida z pasa głównego asteroid okrążająca Słońce w ciągu 3,68 lat w średniej odległości 2,38 j.a. Odkryta 5 stycznia 2000 roku.